# Rodzina Łykow

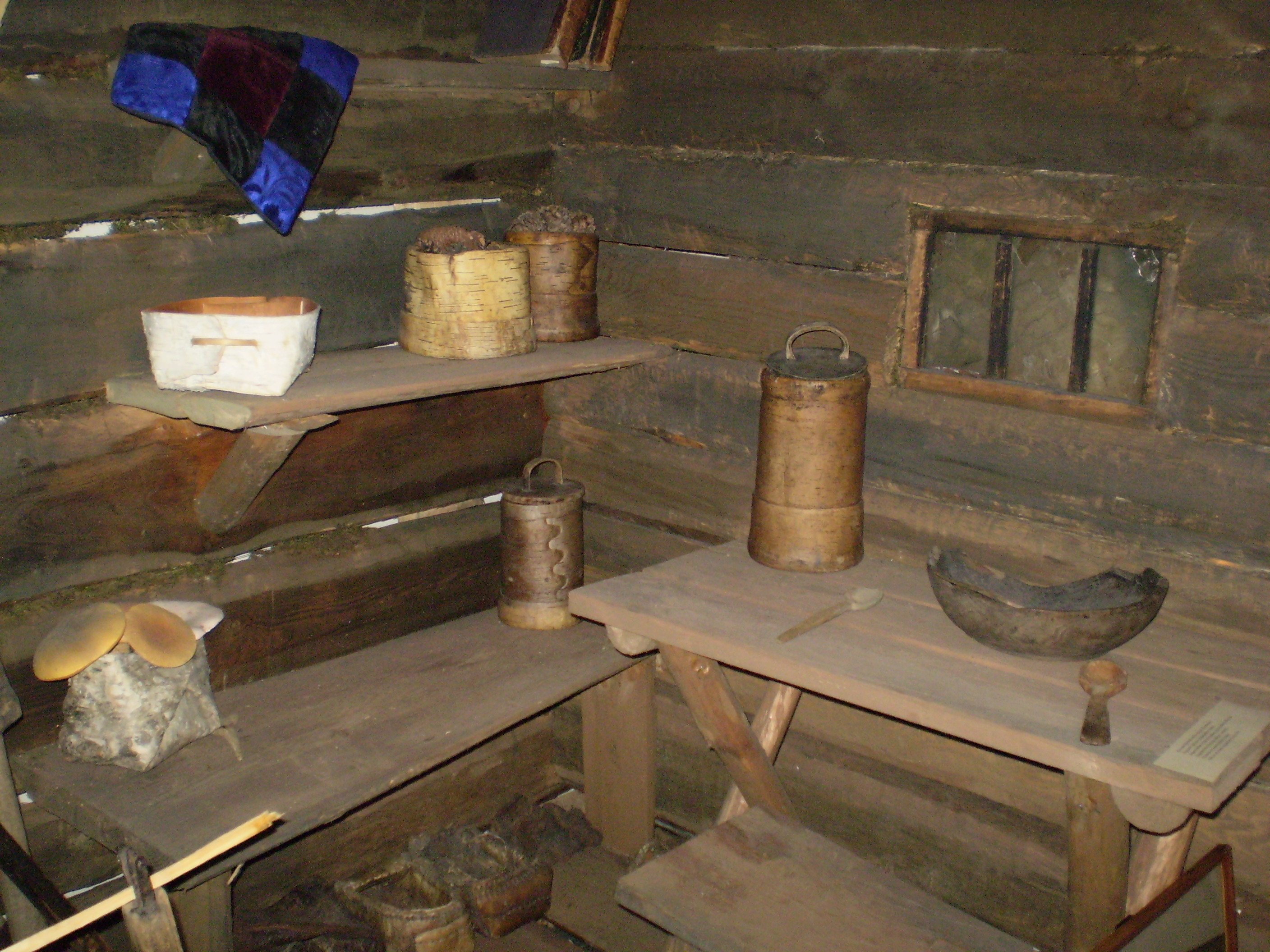
Sprzęty rodziny Łykow, prezentowane w krasnojarskim muzeum

Rodzina Łykow – rosyjska rodzina staroobrzędowców, która spędziła ponad 40 lat w syberyjskiej tajdze w całkowitej izolacji od cywilizacji.
Rodzinę żyjącą w tajdze odkryła w 1978 roku ekipa radzieckich geologów, która prowadziła w Chakasji badania poszukiwawcze rud żelaza. Okazało się, że dostrzeżona przez nich z powietrza chata jest zamieszkana przez rodzinę Łykowów, staroobrzędowców, którzy uciekli tutaj przed prześladowaniami władzy radzieckiej w latach trzydziestych XX wieku. Gdy brat Karpa został zabity przez żołnierzy z radzieckiego patrolu, Łykow uciekł z rodzinnych stron w obwodzie tiumeńskim wraz z żoną Akuliną i dwójką dzieci na wschód, oddalając się w głąb tajgi. Skromną chatę zbudowali w dorzeczu Abakanu (lewy dopływ Jeniseju), w odległości 150 km od najbliższych siedlisk ludzkich. Akulina Łykow zmarła z głodu w 1961 roku i Karp został sam z dziećmi. Żyli bardzo skromnie, bez jakichkolwiek udogodnień cywilizacyjnych.
Po odnalezieniu przez geologów Łykow odmówił opuszczenia tajgi. W trzy lata po odkryciu rodziny, zmarło troje dzieci Łykowów. Syn Sawin (54 lata) i Natalia (44 lata) zmarli z powodu niewydolności nerek, do której prawdopodobnie przyczyniła się surowa dieta. Drugi syn – Dmitrij (38) zmarł w wyniku zapalenia płuc. Akulina zmarła w 1961 roku, a Karp zmarł we śnie 16 lutego 1988 roku. Przy życiu została jedyna córka – Agafja Łykow (ur. 1943), ale i ona zdecydowanie odmówiła opuszczenia tajgi i pozostała w tym samym miejscu, zamieszkując w odbudowanej po pożarze chacie.
Historię Łykowów po raz pierwszy opisał w 1982 roku na łamach dziennika Komsomolskaja prawda publicysta Wasilij Peskow. W 1994 roku zebrane informacje opublikował w książce Zagubieni w tajdze: pięćdziesięcioletnia walka rosyjskiej rodziny o przetrwanie i wolność religijną w syberyjskiej tajdze.